# Melanargia japygiae
Melanargia japygiae är en fjärilsart som beskrevs av Butler 1868. Melanargia japygiae ingår i släktet Melanargia och familjen praktfjärilar. Inga underarter finns listade i Catalogue of Life.